# La rueda celeste
La rueda celeste (título original The Lathe of Heaven) es una novela de ciencia ficción escrita por Ursula K. Le Guin y publicada en 1971. 

## Argumento
George Orr, que vive en un mundo superpoblado y falto de alimentos, es enviado a consulta psicológica por consumir más drogas de las permitidas. Le explica al doctor William Haber que lo hace para suprimir sus sueños, ya que en ocasiones tienen sueños efectivos, que cambian la realidad de manera retroactiva, para todos excepto para él. Haber, con una máquinapotenciadora del estado onírico, a la que llama el incrementador. El sueño de Orr cambia el cuadro del despacho de Haber, y éste, al estar presente, se percata. Comienza entonces a inducirle sueños cada vez más efectivos. Asustado, Orr busca una abogada, Heather Lelache, que asiste a una sesión con una excusa, y se percata de un sueño en el que una plaga extermina a la mayor parte de la población, acabando con la superpoblación. Lelache queda impactada, y no lo acepta hasta que Orr la busca y convence. Mientras, los sueños provocan una invasión extraterrestre, transformada en contacto amistoso por otro sueño, y vuelve a toda la humanidad de color gris. A lo largo de los sueños, Haber, que los induce por hipnósis, ha llegado a ser una figura mundial, y adapta el incrementador para que cualquiera pueda producir sueños efectivos, y tras conseguir que Orr se elimine los suyos, lo prueba, pero tiene una pesadilla que altera todo el continuo de forma brutal, y queda perdido. En el nuevo mundo, Orr y Lelache vuelven a encontrarse.